# Parada e Faílde
Parada e Faílde (Officiellement: União das Freguesias de Parada e Faílde) est une freguesia portugaise du concelho de Bragance avec une superficie de 52,13 km2 pour une densité de population de 12,6 hab/km2 avec 657 habitants en 2011.

## Histoire
Elle fut constituée en 2013, dans l'action d'une réforme administrative nationale, par la fusion entre les deux anciennes freguesias de Parada et de Faílde.

## Demographie
| Freguesia actuelle | Freguesia actuelle | Freguesia actuelle | Freguesia actuelle | Anciennes freguesias | Anciennes freguesias | Anciennes freguesias | Anciennes freguesias |
| Blason             | Freguesia          | Population         | Superficie(km2)    | Blason               | Freguesia            | Population(2011)     | Superficie(km2)      |
| ------------------ | ------------------ | ------------------ | ------------------ | -------------------- | -------------------- | -------------------- | -------------------- |
|                    | Parada e Faílde    | 657                | 52,13              |                      | Parada               | 507                  | 36,43                |
|                    | Parada e Faílde    | 657                | 52,13              | Faílde               | 150                  | 15,7                 |                      |